# Синсјанг
Синсјанг (新乡) град је Кини у покрајини Хенан. Према процени из 2009. у граду је живело 742.444 становника.

## Становништво
Према процени, у граду је 2009. живело 742.444 становника.
| 1990.   | 2000.   | 2009    |
| ------- | ------- | ------- |
| 481.990 | 724.424 | 742.444 |